# Tyrinthia klugii
Tyrinthia klugii là một loài bọ cánh cứng trong họ Cerambycidae.